# Tony Almerico
Anthony „Tony“ Almerico (* 16. August 1905 in New Orleans; † 5. Dezember 1961 ebenda) war ein US-amerikanischer Musiker (Trompete, Kornett, Gesang und Bandleader) des Dixieland Jazz und Disk Jockey.

## Leben
Almerico, Kind italienischer Einwanderer, erhielt seine musikalische Ausbildung in einer Highschool der Jesuiten. Ab Ende der 1920er-Jahre spielte er in den Territory Bands von Slim Lamar und Mart Britt, die im Raum Tennessee und Georgia aktiv waren. In den 1940er-Jahren lebte er wieder in New Orleans und arbeitete mit eigenen Dixieland-Formationen (u. a. mit Irving Fazola); 1949 nahm er erstmals unter eigenem Namen (Tony Almerico Dixieland Jamboree All Stars) für Dot Records und Crescent City auf. Ab dem folgenden Jahrzehnt trat er in der Royal Street mit seiner Tony Almerico's Parisian Room Band auf; ferner arbeitete er u. a. mit Sam DeKemel and the Parisian Room Allstars, Lizzy Miles, Pete Fountain, Santo Pecora, Jack Delaney und den Dixieland All Stars (Album Benefit Night for Monk Hazel, 1956). Zwischen 1928 und 1961 war er bei 26 Aufnahmesessions beteiligt.
Seit Mitte der 1950er-Jahre war er auch als Radio-DJ beim bundesweit übertragenen Sender WJMR tätig.

## Diskografie
- Dixieland Festival, Vol. 1 : Tony Almerico's Dixieland All Stars (Vik, 1956)
- New Orleans Dixieland Express (Southland, 1957)
- Tony Almerico's Parisian Room Band (Cook, ca. 1959)
- Clambake on Bourbon St. (Cook, ca. 1959)
- French Quarter Jazz (Imperial Records, 1961)